# Kaito Suzuki (Fußballspieler, 1999)
Kaito Suzuki (japanisch 鈴木 魁人 Suzuki Kaito; * 16. August 1999) ist ein ehemaliger japanischer Fußballspieler.

## Karriere
Kaito Suzuki erlernte das Fußballspielen in der Jugendmannschaft von Shimizu S-Pulse sowie in der Universitätsmannschaft der Tokyo Gakugei University. Seinen ersten Vertrag unterschrieb er am 1. Februar 2022 bei Iwate Grulla Morioka. Der Verein aus Morioka, einer Stadt in der Präfektur Iwate, spielt in der zweiten japanischen Liga. Sein Zweitligadebüt gab Kaito Suzuki am 22. März 2022 (5. Spieltag) im Heimspiel gegen den Tochigi SC. Hier stand er in der Startelf. Nach der Halbzeitpause wurde er gegen den Brasilianer Brenner ausgewechselt. Das Spiel endete 1:1. Am Ende der Saison 2022 belegte er mit Iwate Grulla Morioka den letzten Tabellenplatz und musste in die dritte Liga absteigen. Für Iwate bestritt er zwei Ligaspiele. Die Saison 2023 wurde er an den Fünftligisten Vonds Ichihara verliehen. Mit dem Verein aus Ichihara spielte er in der Kanto Soccer League (Div.1). Nach fünf Ligaspielen wurde er am 1. Februar 2024 fest von Ichihara unter Vertrag genommen. 2023 und 2024 feierte er mit dem Verein die Meisterschaft der Liga. Nach Ende der Saison 2024 beendete er seine Karriere als Fußballspieler.

## Erfolge
Vonds Ichihara
- Kanto Soccer League (Div.1): 2023, 2024